# Тібський університет
Тібський університет (яп. 千葉大学, ちばだいがく; англ. Chiba University) — державний університет в Японії. Розташований за адресою: префектура Тіба, місто Тіба, район Інаґе, квартал Яйой 1-33. Заснований у 1923 році та відкритий у 1949 році. Скорочена назва — Ті́ба-дай (яп. 千葉大, ちばだい).

## Факультети
- Історико-філологічний факультет (яп. 文学部)
- Педагогічний факультет (яп. 教育学部)
- Юридично-економічний факультет (яп. 法経学部)
- Природничий факультет (яп. 理学部)
- Медичний факультет (яп. 医学部)
- Фармацевтичний факультет (яп. 薬学部)
- Факультет сестринської справи (яп. 看護学部)
- Інженерно-технічний факультет (яп. 工学部)
- Факультет рослинництва (яп. 園芸学部)

## Аспірантура
- Педагогічна аспірантура (яп. 教育学研究科)
- Аспірантура природничих наук (яп. 理学研究科)
- Аспірантура сестринської справи (яп. 看護学研究科)
- Інженерно-технічна аспірантура (яп. 工学研究科)
- Аспірантура рослинництва (яп. 園芸学研究科)
- Гуманітарно-соціологічна аспірантура (яп. 人文社会科学研究科)
- Аспірантура інтегрованих наук (яп. 融合科学研究科)
- Аспірантура медицини (яп. 医学研究院)
- Фармацевтична аспірантура (яп. 薬学研究院)
- Аспірантура медично-фармацевтичних наук (яп. 医学薬学府)
- Аспірантура юридичних наук (яп. 専門法務研究科)
- Спільна аспірантура шкільної освіти (яп. 連合学校教育学研究科)